# 河合無線
河合無線株式会社（かわいむせん）は主に不動産賃貸業を営んでいた三重県伊勢市の企業。かつてはBaX（バックス）やカワイホームセンター等のブランドで三重県全域および和歌山県南部に家電販売店やホームセンターを展開する小売業者であった。

## 沿革
- 1945年（昭和20年）10月 - 伊勢市新道に河合無線電機商会を創業。
- 1951年（昭和26年）11月 - 河合無線株式会社を設立。
- 1978年（昭和53年）7月2日 - ホームセンター1号店を伊勢市に開店。
- 2000年（平成12年）11月 - 株式会社エイデンと合弁し株式会社バックスを設立し店舗運営を移管する。不動産賃貸業へ業態変更。
- 2004年（平成16年）4月 - 株式会社バックスが株式会社エイデンに吸収。
- 2021年（令和3年）12月17日 - 河合無線株式会社が清算の結了[1]。

## 過去にあった店舗

### 三重県
伊勢志摩地区
- 伊勢市
  - 新道店 -　伊勢銀座新道商店街にあった家電販売店で最初の本店。エルファ店の開店に伴い閉店。
  - 伊勢三交店 - 三交百貨店伊勢店5階（1979年の店舗増築前は4階）にあった家電販売店（1969年11月29日開店[2]）。
  - パーツセンター - 伊勢市一之木二丁目にあった電子部品の販売店。エルファ店の開店に伴い閉店。
  - オーディオセンター - 伊勢市大世古二丁目にあったオーディオ関連製品の販売店。エルファ店の開店に伴い閉店。
  - ホームセンター伊勢店 - 伊勢市中須町にあったホームセンター（1978年7月2日開店[3]）。後にBaX伊勢店となり電化製品も扱う。2代目、4代目の本店。閉店後はコンプマート伊勢店、ミドリ電化伊勢店などを経て、現在はブックオフ伊勢中須店。
  - エルファ店（ELFA） - 伊勢市一之木一丁目にあった5階建てのビル。家電・オーディオ・OAを扱う量販店（1985年11月3日開店）。3代目の本店。閉店後、別業態となり、ビル解体後はコンビニエンスストア。
- 鳥羽市
  - 鳥羽ハロー店 - 鳥羽ショッピングプラザハロー2階にあった家電販売店。
  - BaX鳥羽店 - 鳥羽四丁目にあった店舗。閉店後、現在はDAISO 鳥羽店。
- 志摩郡阿児町（現志摩市）
  - 志摩店 - 鵜方駅前にあった家電販売店。
  - ホームセンター志摩店 - 阿児町鵜方のユニオンスクエアビル1階・2階にあったホームセンター。閉店後、ビル解体。
  - BaX志摩店 - 阿児町鵜方の郊外にあったディスカウントおよび家電量販店。閉店後、現在はエディオン志摩店。

中勢地区
- 津市
  - 津店 - 津市丸之内にあった店舗。当初はオーディオ関連製品の販売店、後に津パーツセンター、J&P津、OA津店となりOA機器を扱っていた。
  - 津松菱店 - 津松菱6階にあった家電販売店。
  - ホームセンター津店（BaX津店） - 津市柳山津興にあった店舗。閉店後はコンプマート津店となったが、現在は別業態。
- 久居市（現津市）
  - ホームセンター久居店（BaX久居店） - 久居市北口町にあった店舗。閉店後、エイデン久居店となったが、現在はゲオ久居インター店。
- 松阪市
  - 松阪三交店 - 三交百貨店松阪店3階にあった家電販売店。
  - 松阪オーディオセンター - 松阪市湊町にあったオーディオ関連製品の販売店。
  - ホームセンター松阪店 - 松阪市末広町にあったホームセンター（1978年12月14日開店[4]）。閉店後は宗教団体の施設。
  - BaX松阪店 - ジャスコ松阪店（松阪市湊町）跡地にできたディスカウント店（1988年6月24日開店[5]）。閉店後、ビル解体。現在はマンション。
- 多気郡大台町
  - BaX大台店 - ミルキーパーク大台内にあった店舗。跡地はココカラファイン大台店。

北勢地区
- 四日市市
  - J&P四日市店 - 四日市市鵜の森二丁目にあったパーソナルコンピュータ専門店。後に家電販売店等に業態変化し、閉店。
- 鈴鹿市
  - 白子店
  - 高岡店
- 亀山市
  - 亀山エコー店 - 亀山エコー3階にあった家電販売店。
  - ホームセンター亀山店（BaX亀山店） - 亀山市小下町にあった店舗。閉店後、現在はダイソー亀山店。
- 三重郡菰野町
  - 菰野店 - 菰野町菰野にあった家電販売店。閉店。

伊賀地区
- 上野市（現伊賀市）
  - ホームセンター上野店 - 上野市平野にあったホームセンター。閉店後、現在はブックオフ伊賀上野店。
  - BaX上野店 - ビッグワールド上野内にあった家電量販店（2000年1月15日開店）。閉店後、エイデン上野店、ミドリ電化上野店を経て、現在はプロマーケット上野店。
- 名張市
  - 名張店 - 名張市蔵特町にあった家電販売店。閉店後、サガミ名張店となったが閉店。

東紀州地区
- 尾鷲市
  - 尾鷲店 - 尾鷲市中井浦にあった家電販売店。
  - ホームセンター尾鷲店（BaX尾鷲店） - 尾鷲市末広町にあった店舗。閉店後、エイデン尾鷲店となるが、現在はドラッグモリヤマ尾鷲末広店を経てドラッグセイムス尾鷲末広店。
- 熊野市
  - ホームセンター熊野店（BaX熊野店） - 熊野市有馬町にあった店舗（1985年9月27日開店[6]）。閉店後、現在はエディオン熊野店。
- 北牟婁郡紀伊長島町（現紀北町）
  - ホームセンター長島店（BaX長島店） - 北牟婁郡紀伊長島町東長島にあった。閉店後、現在は主婦の店長島店。

### 和歌山県
- 新宮市
  - ホームセンター新宮店（Bax新宮店） - 新宮市にあった店舗。閉店後、エイデン新宮店となったが、現在はゲオ新宮店。
- 西牟婁郡串本町
  - ホームセンター串本店（Bax串本店） - 串本町にあった店舗。閉店後、現在はエディオン串本店。